# Mactrotoma fragilis
Mactrotoma fragilis is een tweekleppigensoort uit de familie van de Mactridae. De wetenschappelijke naam van de soort is voor het eerst geldig gepubliceerd in 1791 door Gmelin.